# 韓亞航空733號班機空難
韓亞航空733號班機是韓亞航空一班由韓國漢城（後稱首爾）飛往全羅南道木浦的航班。1993年7月26日，一架註冊編號HL-7229的波音737-5L9型客機執行此航班時在木浦市因天氣惡劣墜毀，造成機上116人中的68人死亡。

## 經過
韓亞航空的733號班機於當地時間下午2時37分於漢城金浦國際機場起飛，前往西南方的木浦市。當時的報告指能見度高，可是在空難發生前，天氣卻瞬間轉壞，並刮起強風和下大雨。該航機曾兩次嘗試著陸都未能成功，到了第三次，機長嘗試強行降落木浦機場的06跑道前，卻意外撞向離跑道4公里外、高1,050尺高的雲居山的800尺山脊處。飛機即時爆炸起火，機上66名乘客及2名機組人員死亡。

## 事後
這是波音737-500第一次發生墜機事故，亦是歷來涉及737-500型客機的第二最嚴重事故，僅次於2008年9月14日發生的北俄羅斯航空821號班機空難。在當時，這亦是韓國本土史上第二傷亡最慘重的空難（现为第三），也是韓亞航空首宗致命空難。韓國境內傷亡最慘重空難的紀錄後於2002年4月15日被釜山發生的中國國際航空129號班機空難（129人遇難）打破，2024年12月29日又被濟州航空2216號班機空難（179人遇難）打破，後者的發生地正是2007年取代木浦機場的務安國際機場。
雖然韓亞航空在事發後將來往漢城及木浦的航線取消，但OZ733這個航班編號現時仍在使用中，由首爾仁川國際機場飛往河內，使用空中巴士A330-300或波音777-200ER型客機飛行。